# Kordula Kühlem

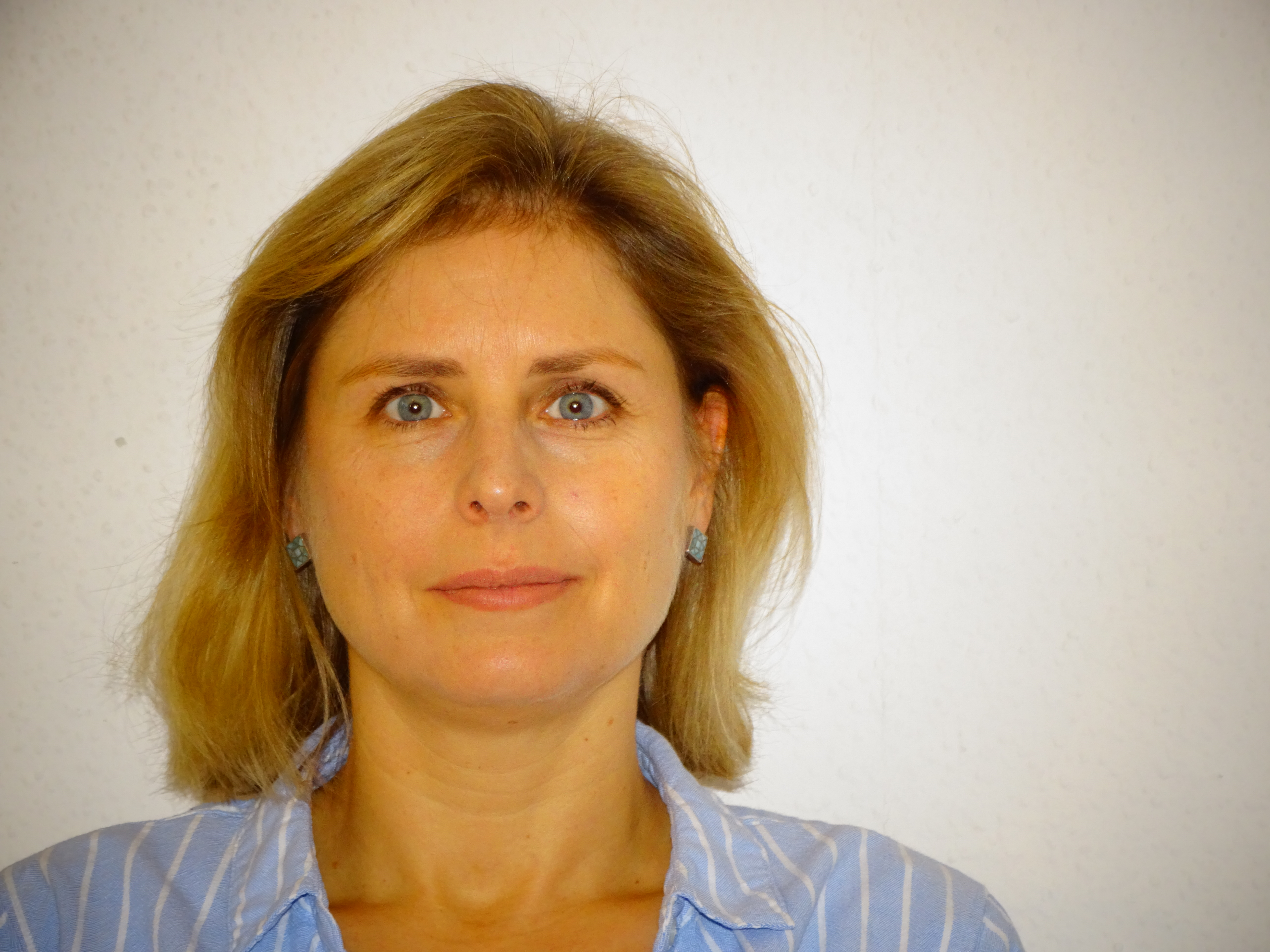
Kordula Kühlem (2019)

Kordula Kühlem (* 1975 in Bobingen als Kordula Krombholz) ist eine deutsche Autorin von Regionalkrimis mit Bezug zu Köln und Historikerin.

## Leben und Wirken
Kordula Kühlem wuchs in Bayern und in Sankt Augustin im Rhein-Sieg-Kreis auf und machte 1994 ihr Abitur am dortigen Albert-Einstein-Gymnasium.
Sie studierte Deutsch und Geschichte auf Lehramt an der Rheinischen Friedrich-Wilhelms-Universität Bonn, wo sie 2008 mit ihrer Arbeit über den Botschafter Hans Kroll promovierte. Nach einer kurzen Mitarbeit bei der Unabhängigen Historikerkommission zur Aufarbeitung der Geschichte des Auswärtigen Amts, erarbeitete und veröffentlichte sie 2012 für die Historische Kommission bei der Bayerischen Akademie der Wissenschaften in München eine Edition der Briefe des Industriellen Carl Duisbergs. Außerdem veröffentlichte sie zahlreiche Aufsätze, z. B. über den Industriellen Carl Bosch, das Londoner Schuldenabkommen von 1953 und die Geschichte des Bayer Werks Dormagen während des Ersten Weltkriegs im Jahrbuch des Archivs im Rhein-Kreis Neuss. Sie arbeitet als wissenschaftliche Mitarbeiterin im Archiv für Christlich-Demokratische Politik der Konrad-Adenauer-Stiftung.
2014 veröffentlichte sie mit Endstation Dom ihren ersten Kriminalroman, der in Köln spielt. Sie ist Mitglied im Autorenverbund Syndikat.
Kordula Kühlem lebt gemeinsam mit ihrem Mann Wilfried Kühlem und ihren Kindern in Troisdorf.

## Bibliografie

### Kriminalromane
- Endstation Dom. Köln-Krimi. Emons Verlag, Köln 2014. ISBN 978-3-95451-395-6.
- Nacht über dem Dom. Köln-Krimi. Emons Verlag, Köln 2019. ISBN 978-3-7408-0652-1.

### Sachbücher
- Hans Kroll (1898–1967). Eine diplomatische Karriere im 20. Jahrhundert (= Forschungen und Quellen zur Zeitgeschichte, Bd. 53). Droste Verlag, Düsseldorf 2007. ISBN 978-3-7700-1904-5.

#### Herausgeberschaften
- Carl Duisberg (1861–1935). Briefe eines Industriellen (= Deutsche Geschichtsquellen des 19. und 20. Jahrhunderts, Bd. 68). Bearb. und eingeleitet von Kordula Kühlem. Oldenbourg Verlag, München 2012. ISBN 978-3-486-71283-4.